# Manor
Manor est une société anonyme active dans le commerce de détail en Suisse. Elle appartient à Maus Frères Holding. Les produits vendus dans les grands magasins Manor concernent les secteurs de la mode, du sport, de la bijouterie, du ménage, de la parfumerie ou du supermarché. La centrale est basée à Bâle. Les grands magasins Manor sont membres de l'Association Internationale des Grands Magasins depuis 1968.

## Historique

### Origines
Les deux frères marchands Ernest et Henri Maus se lient d’amitié à Bienne avec un de leurs clients, le détaillant Léon Nordmann. Après avoir ouvert un commerce à Genève en 1901, les Maus ouvrent conjointement avec Léon Nordmann un grand magasin qui porte son nom à Lucerne en 1902,.
Encouragés par le succès rapide, les frères Maus, entre-temps domiciliés depuis 1901 à Genève avec la maison de gros Maus Frères, ne tardèrent pas à encourager leurs autres clients à ouvrir des grands magasins à leur tour.

### Manor
La raison sociale Manor ne fut créée que vers 1965 ; le nom vient de la contraction des noms Maus et Nordmann. Depuis 1994, tous les grands magasins appartenant au groupe en Suisse alémanique portent le nom de « Manor », et depuis septembre 2000 également tous ceux de la Suisse romande (anciennement appelés « Placette ») et du Tessin (anciennement « Innovazione »). Au préalable, les magasins portaient soit le nom du fondateur, Nordmann (Lucerne, Soleure), soit des noms en rapport avec le site. Rheinbrücke (Bâle), La Placette (Yverdon-les-Bains, Fribourg, Lausanne, puis Vevey, Nyon, Morges, Genève, Valais), Les Galeries du Marché (Le Locle, St-Imier), Les Galeries du Vallon (Fleurier), Au Louvre (Neuchâtel, Tramelan, Tavannes), Kaufhaus Bodan (Romanshorn, Amriswil), Kaufhaus Schwanen (Schaffhouse), Les Galeries prévôtoises (Moutier), Les Galeries du Jura (Delémont), etc.

### XXIesiècle
En 2018, le groupe Manor vend les 23 magasins Athleticum à l'entreprise française Decathlon.
Le 23 septembre 2019, Manor annonce la fermeture à fin janvier 2020 de son magasin de la Bahnhofstrasse, à Zurich, faute d'un accord avec son bailleur Swiss Life.
Le 16 août 2024, Manor annonce la fermeture de son magasin de la Grand-Rue à Payerne à partir de fin janvier 2025.

## Filiales
Manor comprend 59 grands magasins, 27 supermarchés (Manor Food) et 24 restaurants (Manora) en 2015. Il emploie 7 900 personnes.

## Identité visuelle

Logo de Manor de 1992 à 2008
Logo alternatif de Manor de 1992 à 2008
Logo de Manor de 2008 à 2017
Logo de Manor de 2017 à 2024
Logo de Manor depuis 2024